# Radovan Đoković
Radovan Đoković (in serbo Радован Ђоковић?; Belgrado, 26 marzo 1996) è un cestista serbo.